# Teatro delle marionette di Magdeburgo
Il Teatro delle marionette di Magdeburgo (Puppentheater Magdeburg) è un teatro di marionette municipale situato a Magdeburgo.

## Storia

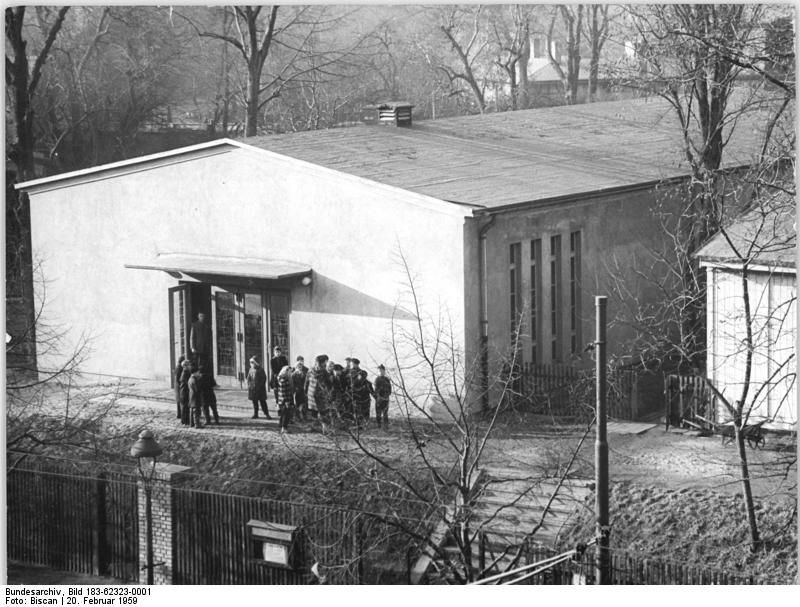
Il teatro nel 1958.

Il teatro fu fondato nel 1958, sotto iniziativa di Jutta Balk e Gustel Möller, quando ancora Magdeburgo si trovava nella Repubblica Democratica Tedesca (Germania Est).
Nel 2000, il teatro ha accolto il congresso dell'Unione internazionale della marionetta.

## Programmazione
Il programma del teatro è rivolto a tutte le età; sono fatte più di 500 rappresentazioni all'anno e si contano all'incirca 50 000 spettatori per stagione.

## Direttori
Dal 1958 ad oggi, il teatro ha avuto quattro direttori.
| Periodo     | Direttore        |
| ----------- | ---------------- |
| 1958 - 1978 | Gustel Möller    |
| 1978 - 1983 | Dieter Peust     |
| 1984 - 1990 | Elke Schneider   |
| 1990 - oggi | Michael Kempchen |